# Kenny McCormick
Kenny McCormick je jedna z nejvýznamnějších postav amerického kresleného seriálu Městečko South Park. Běžně je v seriálu znám jako Kenny.
Je ztvárněn jako malý, sprostý nešika, který téměř neustále chodí oblečen v oranžové kapuci. Svoji tvář ukázal již několikrát, například v South Park film: Peklo na zemi a v dílech Sarkastabal, Stárneš, Broadwayské bratrování atd. Kvůli tomu, že má neustále přes hlavu kapuci, mu není příliš rozumět, co říká. Občas riskuje život, jen aby svým kamarádům pomohl. Do konce páté řady skoro v každém díle umíral, přesto se v novém díle vždy objevil znovu živý. Objevil se v každé řadě South Parku, i když v šesté pouze jako vzpomínka a duch. Na konci páté řady definitivně umírá a nahrazují ho v šesté řadě střídající se kluci Tweek a Leopold "Butters" Stotch, ale v sedmé řadě se opět objeví. Kenny pochází z chudé rodiny, často krade svému otci časopis Playboy a tajně jej nosí do školy. Má v oblibě lumpárny. Rád a často velmi vulgárně nadává těm, co se mu kvůli jeho chudé rodině vysmívají. V dílech 14x11, 14x12 a 14x13 (a dalších) se objevuje v kostýmu jako Mysterion, na obličej mu ale vidět není. Tam se usilovně snaží najít příčinu své nesmrtelnosti, protože ho štve, že si nikdo nepamatuje, že zemřel. Na konci jednoho z dílů je prozrazeno, že Kennyho rodiče se účastní nějaké sekty